# The John Butler trio
John Butler trio —  музыкальная группа из Австралии.
Четкий стиль группы определить сложно, так как он является смесью самых разнообразных направлений: от блюза и джаза вплоть до регги, фолка и современного кантри. Наибольшее признание группа получила благодаря своим впечатляющим живым выступлениям, на которых довольно монотонный вокал Джона компенсируется зажигательным ритмом, импровизациями и харизмой музыкантов.

## История
Эта группа основана Джон Батлер. Одними из лучших песен считаются «Ocean», «Zebra» и «Revolution».
Джон Батлер (John Butler) родился 1 апреля 1975 года. Является лидером John Butler Trio, которое выпустило 2 платиновых диска в Австралии Three (2001) и Living 2001—2002 (2003). А третий их альбом Sunrise Over Sea уже за первую неделю стал золотым.
Джон Батлер родился в США, в городе Торрэнс, шт. Калифорния. Его отец австралиец, а мать американка. После развода родителей, Джон уехал с отцом в Австралию в 1986 году. В 16 он начал учиться играть на гитаре и бабушка с дедом подарили ему гитару «Dobro», 1930-х годов выпуска.
В 1996 году Батлер поступил в университет Curtin по специальности учителя рисования. В университете он освоил некоторые техники игры на гитаре и стал зарабатывать играя на улице. В середине 1996 он выпустил кассету со своими записями и умудрился продать 3000 копий в городе. Альбом назывался «В поисках наследия» (Searching for Heritage). К концу того же года он бросил университет и продолжил музыкальную карьеру.
Среди покупателей кассеты оказался один из музыкальных промоутеров Фил Стивенз (Phil Stevens). Позднее он стал менеджером Батлера. Он договорился о выступлениях Батлера каждый второй вторник в баре под названием «Mojos» в городке North Fremantle. В результате у Батлера появляются постоянные поклонники и в 1998 году он готовит свой второй альбом.
В том же году Батлер собирает трио «John Butler Trio», в которое изначально вошли барабанщик Jason McGann и бас-гитарист Gavin Shoesmith и они выпускают профессионально записанный альбом, который был назван John Butler. В 1999 году трио проводит турне по западной Австралии.

## Альбомы
Студийные альбомы
- 1998 — John Butler
- 2001 — Three
- 2004 — Sunrise Over Sea
- 2007 — Grand National
- 2010 — April Uprising
- 2014 — Flesh & Blood
- 2018 — Home

Концертные альбомы
- 2003 — Living 2001-2002
- 2005 — Live at St. Gallen
- 2011 — Live at Red Rocks